# Rubus serrae
Rubus serrae — вид рослин з родини Розові (Rosaceae), ендемік Мадейри.

## Поширення
Ендемік Мадейри (о. Мадейра).